# Isländische Fußballmeisterschaft der Frauen 2011
Die Isländische Fußballmeisterschaft der Frauen 2011 (offiziell Pepsi-deild kvenna 2011) war die 40. Spielzeit der höchsten isländischen Spielklasse im Frauenfußball. Sie startete am 14. Mai 2011 und endete am 10. September 2012 mit dem 18. Spieltag. UMF Stjarnan gewann die Meisterschaft vor Valur Reykjavík und qualifizierte sich damit für das Sechzehntelfinale der UEFA Women’s Champions League 2012/13. Den Gang in die 1. deild kvenna mussten UMF Grindavík und Þróttur Reykjavík antreten.

## Abschlusstabelle
Der Meister qualifizierte sich für das Sechzehntelfinale der UEFA Women’s Champions League 2012/13, die Mannschaften auf dem neunten und zehnten Rang stiegen in die 1. deild kvenna ab.
| Pl. | Verein                 | Sp. | S  | U | N  | Tore    | Diff. | Punkte |
| --- | ---------------------- | --- | -- | - | -- | ------- | ----- | ------ |
| 1.  | UMF Stjarnan           | 18  | 17 | 0 | 1  | 057:140 | +43   | 51     |
| 2.  | Valur Reykjavík (M, P) | 18  | 13 | 3 | 2  | 056:160 | +40   | 42     |
| 3.  | ÍB Vestmannaeyjar      | 18  | 10 | 4 | 4  | 041:150 | +26   | 34     |
| 4.  | Þór/KA                 | 18  | 10 | 2 | 6  | 039:300 | +9    | 32     |
| 5.  | Fylkir Reykjavík       | 18  | 8  | 2 | 8  | 027:300 | −3    | 26     |
| 6.  | Breiðablik Kópavogur   | 18  | 7  | 2 | 9  | 031:370 | −6    | 23     |
| 7.  | UMF Afturelding        | 18  | 4  | 3 | 11 | 016:400 | −24   | 15     |
| 8.  | KR Reykjavík           | 18  | 3  | 4 | 11 | 017:380 | −21   | 13     |
| 9.  | UMF Grindavík          | 18  | 4  | 1 | 13 | 020:520 | −32   | 13     |
| 10. | Þróttur Reykjavík      | 18  | 2  | 3 | 13 | 019:510 | −32   | 09     |

## Saisonstatistiken

### Vereine
| Verein               | Stadt          | Stadion           | Platzierung 2010         |
| -------------------- | -------------- | ----------------- | ------------------------ |
| Valur Reykjavík      | Reykjavík      | Vodafonevöllur    | Meister                  |
| Þór/KA               | Akureyri       | Þórsvöllur        | 2. Rang                  |
| Breiðablik Kópavogur | Kópavogur      | Kópavogsvöllur    | 3. Rang                  |
| UMF Stjarnan         | Garðabær       | Samsung völlur    | 4. Rang                  |
| Fylkir Reykjavík     | Reykjavík      | Fylkisvöllur      | 5. Rang                  |
| KR Reykjavík         | Reykjavík      | KR-völlur         | 6. Rang                  |
| UMF Grindavík        | Grindavík      | Grindavíkurvöllur | 7. Rang                  |
| UMF Afturelding      | Mosfellsbær    | Varmárvöllur      | 8. Rang                  |
| ÍB Vestmannaeyjar    | Vestmannaeyjar | Hásteinsvöllur    | 1. Rang (Aufstiegsrunde) |
| Þróttur Reykjavík    | Reykjavík      | Valbjarnarvöllur  | 2. Rang (Aufstiegsrunde) |

### Torschützenliste
Die Rangfolge wurde zunächst nach der Trefferanzahl, anschließend nach der Anzahl der Meisterschaftseinsätze bestimmt.
| Pl. | Spielerin                     | Verein               | Tore |
| --- | ----------------------------- | -------------------- | ---- |
| 1.  | Ashley Bares                  | UMF Stjarnan         | 21   |
| 2.  | Kristín Ýr Bjarnadóttir       | Valur Reykjavík      | 14   |
| 3.  | Berglind Björg Þorvaldsdóttir | ÍB Vestmannaeyjar    | 14   |
| 4.  | Manya Makoski                 | Þór/KA               | 13   |
| 5.  | Danka Podovac                 | UMF Stjarnan         | 13   |
| 6.  | Shaneka Jodian Gordon         | UMF Grindavík        | 12   |
| 7.  | Fanndís Friðriksdóttir        | Breiðablik Kópavogur | 10   |
| 8.  | Anna Björg Björnsdóttir       | Fylkir Reykjavík     | 9    |
| 9.  | Mateja Zver                   | Þór/KA               | 9    |
| 10. | Greta Mjöll Samúelsdóttir     | Breiðablik Kópavogur | 7    |